# 어람중학교
어람중학교(御覽中學校)는 대한민국 경기도 남양주시 오남읍 오남리에 있는 공립 중학교이다.

## 학교 연혁
- 2006년 12월 26일 : 어람중학교 7학급 설립인가
- 2007년 3월 1일 : 초대 김진흔 교장 취임
- 2007년 3월 2일 : 제1회 입학식 (268명)
- 2010년 2월 11일 : 제1회 졸업식 (309명)
- 2018년 3월 2일 : 제12회 입학식 (260명)
- 2020년 1월 17일 : 제11회 졸업식 (281명, 총 3,043명)
- 2023년 3월 1일 : 제6대 어순희 교장 취임

## 참고 자료
- 어람중학교 - 한국교육학술정보원 학교알리미